# Crimona
Crimona is een geslacht van vlinders van de familie Uilen (Noctuidae), uit de onderfamilie Hadeninae.

## Soorten
- C. grisalba Köhler, 1979
- C. leuca Köhler, 1979
- C. pallimedia Smith, 1902
- C. tricolor Köhler, 1979